# 綠花凹舌蘭
綠花凹舌蘭（学名：Coeloglossum viride）为蘭科凹舌蘭屬下的一个种。